# Косси, Кэролайн
Кэролайн Косси (англ. Caroline Cossey; род. 31 августа 1954) — британская трансгендерная фотомодель. В 1981 году она снялась в фильме о Джеймсе Бонде «Только для твоих глаз». После этого информация о ней была распространена изданием «News of the World». Косси пришлось в суде отстаивать своё право выйти замуж и считаться женщиной. В 1991 году она стала первой трансгендерной женщиной, снявшейся для журнала «Playboy».

## Биография
Родилась в селении Брук. В подростковом возрасте отличалась женственной внешностью, что было вызвано тем, что у Косси кариотип 48, XXXY, а не 46,XX, как у большинства женщин или 46,XY, как у большинства мужчин. Позднее в автобиографии, озаглавленной «My Story», Косси описала своё несчастное детство, полное непонимания самой себя, а также издевательств со стороны окружающих, причиной которых была её женственность. Единственным близким человеком для Косси была её сестра Пэм, любимой их игрой было переодевание в мамину одежду. В 15 лет Косси бросила школу, и устроилась на работу в магазин одежды, а также помощницей мясника. В 16 лет она переехала в Лондон, там работала на ряде низкооплачивамых работ.
Когда Косси работала билетёршей в лондонском Вест-Энде, она начала трансгендерный переход. Когда ей исполнилось 17, Косси проходила курс гормональной терапии, а также работала танцовщицей. Пройдя операцию по увеличению груди, Косси работала танцовщицей в Париже и Риме, чтобы заработать деньги на операцию по коррекции пола. Транспереход завершился 31 декабря 1974 года, когда, завершив курс гормональной терапии и официально сменив имя, Косси была проведена последняя хирургическая операция в госпитале Чаринг-Кросс.

## Карьера модели
После коррекции пола Косси начала вести активную жизнь в качестве женщины. Впоследствии отвечая на вопрос о свиданиях, на которые она ходила, Косси сказала: «Боюсь, я вела себя несколько буйно». В интервью СМИ она заявила, что у неё были отношения с телевизионным продюсером Десом Линэмом, впрочем, Линэм сказал, что не помнит этого. Позднее в автобиографии Линэм всё же признал, что свидания с Косси у него были. Косси работала моделью, используя псевдоним «Тула». Её изображения появлялись в лучших журналах, таких как, также она работала гламурной моделью. Она была «девушкой с третьей страницы» журнала «The Sun», в 1991 году снялась для журнала «Playboy».
В 1978 году Тула одержала промежуточную победу на телевизионном шоу «3-2-1». После этого с ней связался журналист, узнавший, что она является трансгендером, он планировал написать об этом статью. Другие журналисты, также исследовавшие прошлое Тулы, пытались связаться с её родственниками. Косси пришлось покинуть телешоу и убедить продюсеров расторгнуть с ней контракт. После этого случая Тула попыталась стать менее публичной персоной.
В 1981 году в качестве актрисы массовки снялась в фильме о Джеймсе Бонде «Только для твоих глаз». Вскоре после выхода фильма издание «News of the World» выпустило номер, в котором на первой странице в качестве главной темы номера был размещён заголовок статьи о Косси «Девушка Джеймса Бонда была мальчиком». По своим собственным словам, Тула настолько была возмущена этим, что подумывала о самоубийстве. Впрочем, она продолжила карьеру модели. Вскоре после этого Тула выпустила свою первую автобиографию «Я — женщина» (англ. I Am a Woman).

## Последующая жизнь
Тула познакомилась с итальянцем Глауко Лазинио, он стал первым мужчиной, завязавшим с ней романтические отношения, который знал о её прошлом. Лазинио посоветовал Туле бороться за изменение британского законодательства в отношении транссексуалов. Со временем пара рассталась, но борьбу за права транссексуалов Тула не прекратила, дойдя в итоге до Европейского суда по правам человека.
В 1985 году Тула снялась в клипе группы The Power Station под названием «Some Like It Hot». После расставания с Лазинио Тула познакомилась с бизнесменом Элиасом Фатталом, который не знал о её прошлом. В 1988 году в день святого Валентина Фаттал сделал ей предложение, в ответ Тула раскрыла ему правду о своём прошлом. Фаттал принял эту новость и лишь спросил, согласна ли она принять иудаизм. Тула согласилась. 21 мая 1989 года, через две недели после того, как Европейский суд по правам человека признал Тулу женщиной, она и Фаттал поженились. После окончания медового месяца Тула узнала, что издание «News of the World» опубликовало материал об их свадьбе.
27 сентября 1990 года Европейский суд по правам человека отменил своё предыдущее решение после апелляции, поданной британским правительством. После этого Тула вернулась в модельный бизнес, из которого она ушла четырьмя годами ранее.
В 1991 году Тула выпустила свою вторую автобиографию, озаглавленную «My Story». В ней она описала детали хирургической коррекции пола, которую она прошла, а также безуспешную борьбу с Европейским судом по правам человека. В номере журнала «Playboy» за сентябрь 1991 года были напечатаны её снимки с заголовком «Трансформация Тулы».
В 1992 году вышла замуж за канадца Дэвида Финча. Пара проживает в американском городе Кеннесо.